# Nos chers voisins
Nos chers voisins er en fransk tv-serie, der udspiller sig i og omkring beboelsesejendommen 28, rue de la Source.